# Le Prince étudiant (film, 1927)
Pour les articles homonymes, voir Le Prince étudiant.
Pour plus de détails, voir Fiche technique et Distribution.
Le Prince étudiant (titre original : The Student Prince in Old Heidelberg) est un film muet américain réalisé par Ernst Lubitsch et John M. Stahl (non crédité), sorti en 1927.

## Synopsis
Dans un pays imaginaire vers les années 1900, le prince-héritier Karl Heinrich, neveu du roi Karl VII, est éduqué enfant par le docteur Friedrich Jüttner. Devenu jeune homme, pour parfaire sa formation, il est envoyé (accompagné de son précepteur) à l'Université de Heidelberg. Installé à l'auberge du vieux Rüder, il y fait la connaissance de la servante Kathi, dont il tombe amoureux.

## Fiche technique
- Titre alternatif : Vieil Heidelberg
- Titre original : The Student Prince in Old Heidelberg
- Réalisateurs : Ernst Lubitsch et John M. Stahl (non crédité)
- Scénario : Hans Kraly (adaptation), d'après la pièce Vieil Heidelberg (Alt Heidelberg) de Wilhelm Meyer-Förster, créée en 1903
- Intertitres : Marian Ainslee et Ruth Cummings
- Photographie : John Mescall et John Alton (non crédité ; prises de vues à Heidelberg)
- Montage : Andrew Marton
- Musique : William Axt et David Mendoza (non crédités)
- Décors : Richard Day, Cedric Gibbons et Edgar G. Ulmer (non crédité)
- Costumes : Ali Hubert et Eric Locke
- Producteur : Ernst Lubitsch
- Producteur exécutif : Irving Thalberg (non crédité)
- Société de production : Metro-Goldwyn-Mayer
- Pays de production :   États-Unis
- Format : Noir et blanc — 35 mm — 1,33:1 — Muet
- Genre : Comédie dramatique
- Durée : 105 minutes (1 h 15)
- Dates de sortie :
  - États-Unis :  21 septembre 1927

## Distribution
- Ramón Novarro : Le prince-héritier Karl Heinrich
- Norma Shearer : Kathi
- Jean Hersholt : Le docteur Friedrich Jüttner
- Gustav von Seyffertitz : Le roi Karl VII
- Philippe De Lacy : Karl Heinrich enfant
- Edgar Norton : Lutz
- Bobby Mack : Johann Kellermann
- Edward Connelly : Le premier ministre Von Haugk
- Otis Harlan : Le vieux Rüder
- John S. Peter : Un étudiant

Acteurs non crédités :
- Lionel Belmore : Un étudiant
- Robert Brower : Un ministre du roi
- Edythe Chapman : La nounou du jeune Karl